# Université Saint-Louis, Bryssel
UCLouvain Saint-Louis - Bruxelles är ett universitetscampus i Belgiens huvudstad Bryssel som sedan 2024 ingår i Université catholique de Louvain. Innan dess var det ett självständigt universitet under namnet Université Saint-Louis - Bruxelles och innan dess Facultés universitaires Saint-Louis.